# ジェシカ・スタンリー
ジェシカ・スタンリー( 英: Jessica Stanley )は、ステファニー・メイヤーの小説『トワイライト』シリーズに登場する人物である。

## 概要
本作に登場するベラ・スワンの同級生。

### 外見
身長は5'1"、約154.9cm。髪はブラウンで目は青色。とても背が低いが、ボリュームのあるカールヘアと活発な性格のおかげで大きく感じられている。

### 来歴
一人っ子としてテキサスのオースティンで生まれる。とても小さなときにフォークスへ移り住む。